# Alexandre Besson
Alexandre Besson, né le 15 mai 1758 à Amancey (Franche-Comté), mort le 29 mars 1826 dans la même ville, est un homme politique de la Révolution française.

## Biographie
Sous l'Ancien Régime, Alexandre Besson est notaire royal et exerce à Ornans. Au début de la Révolution, il est administrateur du département du Doubs. 
En septembre 1791, Besson est élu député de son département, le troisième sur six, à l'Assemblée nationale législative. En avril 1792, il vote pour que les soldats du régiment de Châteauvieux, qui s'étaient mutinés lors de l'affaire de Nancy. 
La monarchie française s'effondre à l'issue de l'insurrection du 10 août 1792. En septembre, Besson est réélu député du Doubs, le sixième et dernier, à la Convention nationale. 
Il siège sur les bancs de la Montagne. Lors du procès de Louis XVI, il vote la mort et rejette l'appel au peuple et le sursis à l'exécution. Il est absent, comme tous ses autres collègues doubiens, lors de la mise en accusation de Jean-Paul Marat en avril 1793. Il vote contre le rétablissement de la Commission des Douze en mai de la même année. 
Besson est réélu député sous le Directoire. Il siège au Conseil des Cinq-Cents entre l'an IV et l'an VIII (entre 1795 et 1799). Il n'exerce plus de mandat ni sous le Consulat ni sous l'Empire. 
Sous la Restauration, Besson est visé par la loi du 12 janvier 1816 contre les régicides et les soutiens aux Cent-Jours. Pour échapper aux recherches de gendarmerie, il se cache à Amancey.
Durant la Révolution, ses ennemis le soupçonnent de s’être enrichi en vendant du mobilier de Versailles et de Rambouillet. À la même période il acquiert de nombreux biens en Franche-Comté. Il est gestionnaire des Forêts et Salines nationales. Il s'intéresse parallèlement à l’industrie et à la finance en prenant le contrôle de la faïencerie de Migette, de quelques entreprises de métallurgie et d'une verrerie à Paris. En 1804, il obtient la concession du Grand-Denis qu'il exploite jusqu'à sa mort en 1826.
Alexandre Besson a appartenu aux loges maçonniques de Besançon et Paris. La place du village d'Amancey porte son nom.

## Sources
- « Alexandre Besson », dans Adolphe Robert et Gaston Cougny, Dictionnaire des parlementaires français, Edgar Bourloton, 1889-1891 [détail de l’édition]
- Écrits de Claude Barbier, Michel Boillot et Alain Leduc.